# Colostygia cyrnaea
Colostygia cyrnaea là một loài bướm đêm trong họ Geometridae.